# Samuel Genest
Samuel Genest (10 juin 1865, Trois-Rivières, Canada-Est, Province du Canada - 25 avril 1937, Ottawa, Ontario, Canada) est un fonctionnaire et activiste canadien-français. Il a été président de l'Association canadienne-française d’éducation de l’Ontario.

## Biographie
Samuel Genest est le fils de Laurent-Ubald Genest, greffier de Trois-Rivières, et d’Emma McCallum. Du couple Genest-McCallum naissent aussi quatre filles :  Florence-Bernardine, Yvonne, Laurentine et Berthe, cette dernière étant la mère de Maurice Duplessis,. Il entame son parcours scolaire chez les Frères des écoles chrétiennes ainsi qu'au Séminaire de Trois-Rivières. 
Après ses études, Samuel Genest travaille comme arpenteur à la construction du chemin de fer qui assure la jonction de la ville de Pontiac au chemin de fer Canadien Pacifique. À la suite de ce contrat, en 1883, Samuel Genest devient employé du ministère de l'Intérieur du Canada à Ottawa - il restera fonctionnaire au sein de l'institution pendant près de cinquante ans,. Samuel Genest est appelé à occuper de nombreux postes, dont ceux d’ingénieur civil, de dessinateur de plans, de dessinateur de plans en chef au sein de la division des statistiques minérales et des mines, et enfin celui de directeur de la division technique de l’administration des terres fédérales.
En 1909, Samuel Genest est élu conseiller scolaire de la Commission des écoles séparées d’Ottawa. Il en devient le président en 1913 et le restera jusqu'en 1930. C'est dans l'exercice de ces fonctions que Samuel Genest est amené à combattre le Règlement 17, adopté en juillet 1912 par le premier ministre de l'Ontario James Whitney, qui interdit l'usage du français comme langue d'enseignement et de communication dans les écoles bilingues des réseaux publics et séparés,. La loi est maintenue par le successeur de Whitney, William Hearst. Samuel Genest, en ses qualités de conseiller scolare, entame des gestes de désobéissance civile, tout comme une bonne partie de la société franco-ontarienne,. Le geste le plus connu posé par Samuel Genest a été l'embauche ainsi que le versement clandestin d'un salaire aux institutrices Diane et Béatrice Desloges afin qu'elles puissent enseigner le français à leurs étudiants,,. En conflit direct avec le gouvernement ontarien, Samuel Genest doit défendre ses actions en cour de justice,. Son éloquence à défendre la cause des franco-ontariens devant les tribunaux lui vaut le respect et la sympathie des francophones du Canada et fait de lui un porte-étendard de la lutte contre le Règlement 17. 
Hormis son implication au sein de la Commission des écoles séparées d’Ottawa, Samuel Genest a également occupé le poste de président de l'Association canadienne-française d’éducation de l’Ontario à deux reprises. Il a aussi été président de l’Institut canadien-français d’Ottawa de 1905 à 1906 et président de la Société Saint-Jean-Baptiste d’Ottawa en 1915. Il est cofondateur du journal Le Droit d'Ottawa.
En hommage à son activisme acharné pour la défense du français en Ontario, la France lui octroie le titre d'Officier de l’Instruction publique le 8 avril 1927 en plus de recevoir un doctorat honoris causa en droit de l’Université d'Ottawa en juin 1928. Une rue ainsi que deux écoles d'Ottawa, dont le Collège catholique Samuel-Genest, portent son nom.
Le 31 octobre 1883 à Ottawa, Samuel Genest épouse Charlotte-Annie McConnell, bien que celle-ci décède plus tard en septembre 1894. En secondes noces, le 27 avril 1896 à Aylmer (Gatineau), il épouse Emma Woods. Trois enfants sont nés du couple : Mildred, Jean et Laurent. 
Samuel Genest est décédé le 25 avril 1937 à Ottawa et est inhumé deux jours plus tard à Aylmer. 

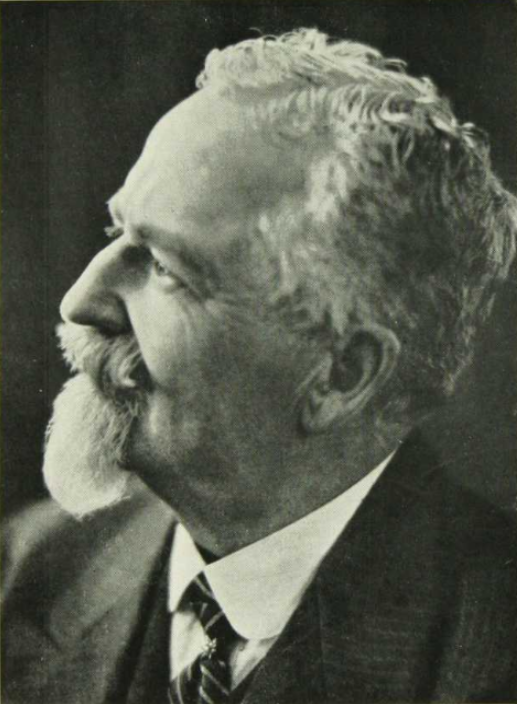
Samuel Genest, 1937.